# إريسلاند سافون
إريسلاند سافون (مواليد 27 يوليو 1990) هو ملاكم كوبي، مثّل بلاده في الألعاب الأولمبية الصيفية 2012 و2016، وحقق الميدالية البرونزية في الأخيرة في فئة الوزن الثقيل.

## روابط خارجية
- إريسلاند سافون على موقع IMDb (الإنجليزية)

إريسلاند سافون على موقع بوكس ريك (الإنجليزية) (registration required)
- إريسلاند سافون على موقع اللجنة الأولمبية الدولية (الإنجليزية)
- إريسلاند سافون على موقع أوليمبيديا (الإنجليزية)